# سيد ويلسون
سيد ويلسون (بالإنجليزية: Sid Wilson)‏ هو دي جيه وموسيقي أمريكي، ولد في 20 يناير 1977 في دي موين في الولايات المتحدة.

## وصلات خارجية
- سيد ويلسون على موقع IMDb (الإنجليزية)
- سيد ويلسون على موقع ميوزك برينز (الإنجليزية)
- سيد ويلسون على موقع ميوزك برينز (الإنجليزية)
- سيد ويلسون على موقع إن إن دي بي (الإنجليزية)
- سيد ويلسون على موقع أول ميوزيك (الإنجليزية)
- سيد ويلسون على موقع ديسكوغز (الإنجليزية)
- سيد ويلسون على موقع ديسكوغز (الإنجليزية)
- سيد ويلسون على موقع قاعدة بيانات الفيلم (الإنجليزية)